# كثيب: سجلات الإمبراطورية
كثيب: سجلات الإمبراطورية (بالإنجليزية: Dune: Chronicles of the Imperium)‏ هي لعبة لعب الأدوار التي نشرتها شركة آخر ألعاب يونيكورن في عام 2000.

## وصلات خارجية
- Check out an excerpt from a never-published Dune RPG على جزمودو (بالإنجليزية)